# Eduard Löwen
Eduard Löwen (Idar-Oberstein, 1997. január 28. –) német korosztályos válogatott labdarúgó, az amerikai St. Louis City középpályása.

## Pályafutása

### Klubcsapatban
Az SV Hottenbach, az 1. FC Kaiserslautern és az 1. FC Saarbrücken korosztályos csapataiban nevelkedett. A 2016–17-es szezon előtti átigazolási időszakban szerződtette az Nürnberg. 2016. július 29-én mutatkozott be a második csapatban a Schweinfurt elleni negyedosztályú bajnoki mérkőzésen. 2017. március 12-én az első csapatban is bemutatkozott az Arminia Bielefeld ellen. A következő szezonban megszerezte első és második bajnoki gólját az MSV Duisburg csapata ellen. A szezont ezüstérmesként fejezték be a másodosztályban, így feljutottak az élvonalba. 2018. szeptember 1-jén debütált a Bundesligában az 1. FSV Mainz 05 ellen. 2019. február 23-án az élvonalban is megszerezte első gólját, a Fortuna Düsseldorf csapata ellen.
2019 nyarán aláírt a szintén élvonalban szereplő Hertha BSC csapatához. 2020 januárjában másfél évre az Augsburg csapatához került kölcsönben, de a szerződésben foglaltak nem teljesültek, ezért októberben visszatért a Herthához. 2021 nyarán a 2021–2022-es szezonra kölcsönbe került a VfL Bochum csapatához. 2022. június 24-én aláírt az amerikai St. Louis City csapatához, amely a 2023-as szezonban csatlakozik az MLS-hez, addig a második csapatnál szerepelt.

### A válogatottban
Bekerült a 2019-es U20-as labdarúgó-világbajnokságra utazó keretbe. Bekerült a 2020. évi nyári olimpiai játékokon résztvevő keretbe.

## Statisztika
2023. június 11-i állapotnak megfelelően.
| Klub                 | Szezon   | Bajnokság            | Bajnokság | Bajnokság | Kupa  | Kupa  | Nemzetközi | Nemzetközi | Összesen | Összesen |
| Klub                 | Szezon   | Bajnokság            | Mérk.     | Gólok     | Mérk. | Gólok | Mérk.      | Gólok      | Mérk.    | Gólok    |
| -------------------- | -------- | -------------------- | --------- | --------- | ----- | ----- | ---------- | ---------- | -------- | -------- |
| 1. FC Nürnberg II    | 2016–17  | Regionalliga         | 14        | 0         | —     | —     | —          | —          | 14       | 0        |
| 1. FC Nürnberg II    | Összesen | Összesen             | 14        | 0         | 0     | 0     | 0          | 0          | 14       | 0        |
| 1. FC Nürnberg       | 2016–17  | Bundesliga 2         | 11        | 0         | 0     | 0     | —          | —          | 11       | 0        |
| 1. FC Nürnberg       | 2017–18  | Bundesliga 2         | 32        | 5         | 3     | 0     | —          | —          | 35       | 5        |
| 1. FC Nürnberg       | 2018–19  | Bundesliga           | 22        | 3         | 1     | 0     | —          | —          | 24       | 3        |
| 1. FC Nürnberg       | Összesen | Összesen             | 65        | 8         | 4     | 0     | 0          | 0          | 69       | 8        |
| Hertha BSC           | 2019–20  | Bundesliga           | 7         | 0         | 0     | 0     | —          | —          | 7        | 0        |
| Hertha BSC           | 2020–21  | Bundesliga           | 7         | 0         | 0     | 0     | —          | —          | 7        | 0        |
| Hertha BSC           | Összesen | Összesen             | 14        | 0         | 0     | 0     | 0          | 0          | 14       | 0        |
| Hertha BSC II        | 2019–20  | Regionalliga Nordost | 1         | 0         | —     | —     | —          | —          | 1        | 0        |
| Hertha BSC II        | Összesen | Összesen             | 1         | 0         | 0     | 0     | 0          | 0          | 1        | 0        |
| Augsburg (kölcsön)   | 2019–20  | Bundesliga           | 16        | 2         | 0     | 0     | —          | —          | 16       | 2        |
| Augsburg (kölcsön)   | Összesen | Összesen             | 16        | 2         | 0     | 0     | 0          | 0          | 16       | 2        |
| VfL Bochum (kölcsön) | 2021–22  | Bundesliga           | 26        | 2         | 2     | 1     | —          | —          | 28       | 3        |
| VfL Bochum (kölcsön) | Összesen | Összesen             | 26        | 2         | 2     | 1     | 0          | 0          | 28       | 3        |
| St. Louis City SC 2  | 2022     | MLS Next Pro         | 2         | 0         | –     | –     | –          | –          | 2        | 0        |
| St. Louis City SC 2  | Összesen | Összesen             | 2         | 0         | 0     | 0     | 0          | 0          | 2        | 0        |
| St. Louis City       | 2023     | Major League Soccer  | 16        | 5         | 2     | 1     | –          | –          | 18       | 6        |
| St. Louis City       | Összesen | Összesen             | 16        | 5         | 2     | 1     | 0          | 0          | 18       | 6        |
| Összesen             | Összesen | Összesen             | 154       | 17        | 8     | 2     | 0          | 0          | 162      | 19       |